# Operazione Attila
L'operazione Attila fu un piano studiato dalla Germania nazista nel 1940, ossia nel pieno della seconda guerra mondiale, per occupare la Francia di Vichy.
La ragione del piano era la possibilità che la Francia, divisa dall'invasione nazista a metà (una sotto il diretto controllo tedesco, una come stato satellite agli ordini di Hitler), si ribellasse agli invasori o diventasse una zona di sbarco di truppe alleate.
L'intera operazione ruotava sulla cattura della Marina francese.
Il piano originale non dovette essere mai messo in pratica, perché tutti gli elementi francesi anti-collaborazionisti disertarono il neonato governo di Pétain per arruolarsi nelle formazioni di Francia Libera sotto Charles De Gaulle; tuttavia, parte del piano fu eseguito nell'operazione Anton in partecipazione con l'esercito dell'Italia fascista l'11 novembre 1942 in risposta agli sbarchi alleati in Nordafrica favoriti (ufficialmente contrastati in modo puramente simbolico) dall'ammiraglio François Darlan.
Il tentativo di catturare la flotta francese (operazione Lila) fallì, perché l'ammiraglio Jean de Laborde autoaffondò le proprie navi nel porto di Tolone: la Kriegsmarine e la Regia Marina, in questo modo, non poterono prendere 3 corazzate, 7 incrociatori, 28 cacciatorpediniere e 20 sommergibili.